# لاز آلونسو
لازارو "لاز" آلونسو (به انگلیسی: Lazaro "Laz" Alonso) (زاده ۲۵ مارس ۱۹۷۴) بازیگر سینما و تلویزیون آمریکایی است.
او به خاطر بازی در فیلم آواتار مشهور شده‌است.
او هم‌چنین به خاطر بازی در فیلم تند و بی‌امان، سگ‌های پوشالی، دیترویت،پسران و چشمه جوانی معروف است.